# Blue Heaven
Blue Heaven (ブルー ヘヴン) est un manga en 3 volumes de Tsutomu Takahashi.

## Résumé
L'histoire se déroule sur le Blue Heaven qui est le plus luxueux paquebot du monde. Après avoir recueilli deux rescapés chinois, les meurtres et les disparitions s'enchaînent sur le paquebot. Li Chen Long, l'un des deux rescapés, est en fait un homme qui a été formaté pour tuer sans retenue. 
Mais il croise la route de la riche famille allemande Junau qui se morfond dans l'ennui le plus total. Elle saisit l'occasion de cette intrusion pour se divertir en se lançant dans un safari sanglant. La série dérive donc peu à peu vers un duel sanglant entre Li Chen Long et les Junau,  confrontation explosive qui n'épargnera ni le navire ni ses passagers.

## Fiche technique
- Mangaka : Tsutomu Takahashi
- Édition japonaise : Shūeisha
  - Nombre de volumes sortis : 3 (terminé)
- Édition française : Génération Comics
  - Nombre de volumes sortis : 3
  - Date de première publication : avril 2005
  - Format : 12 cm x 19 cm